# Vedran Runje
Vedran Runje (ur. 10 lutego 1976 w Sinju) – chorwacki piłkarz grający na pozycji bramkarza.

## Życiorys
W czasach juniorskich trenował w NK Junak Sinj, NK Trogir i Hajduku Split. W 1996 roku dołączył do seniorskiego zespołu tego ostatniego. Dwa lata później odszedł do belgijskiego Standardu Liège. W latach 2001−2004 był zawodnikiem Olympique Marsylia. W Ligue 1 zadebiutował 28 lipca 2001 w zremisowanym 1:1 meczu z Montpellier HSC. W 2004 roku powrócił do Standardu. Kwota transferu wyniosła około 3 milionów euro. W sezonie 2006/2007 grał w tureckim Beşiktaşu JK. W latach 2007−2011 występował we francuskim RC Lens. W 2011 roku zakończył karierę zawodniczą.
W reprezentacji Chorwacji zadebiutował 15 listopada 2006 w wygranym 4:3 meczu z Izraelem. W 2008 roku został powołany do kadry na Mistrzostwa Europy.
21 lipca 2017 został trenerem bramkarzy Royalu Antwerp FC.

## Kariera
| Sezon   | Klub               | Kraj      | Rozgrywki     | Mecze | Bramki |
| ------- | ------------------ | --------- | ------------- | ----- | ------ |
| 1996/97 | Hajduk Split       | Chorwacja | Prva HNL      | 12    | 0      |
| 1997/98 | Hajduk Split       | Chorwacja | Prva HNL      | 11    | 0      |
| 1998/99 | Standard Liège     | Belgia    | Eerste Klasse | 34    | 0      |
| 1999/00 | Standard Liège     | Belgia    | Eerste Klasse | 31    | 0      |
| 2000/01 | Standard Liège     | Belgia    | Eerste Klasse | 34    | 0      |
| 2001/02 | Olympique Marsylia | Francja   | Ligue 1       | 33    | 0      |
| 2002/03 | Olympique Marsylia | Francja   | Ligue 1       | 36    | 0      |
| 2003/04 | Olympique Marsylia | Francja   | Ligue 1       | 16    | 0      |
| 2004/05 | Standard Liège     | Belgia    | Eerste Klasse | 34    | 0      |
| 2005/06 | Standard Liège     | Belgia    | Eerste Klasse | 34    | 0      |
| 2006/07 | Beşiktaş JK        | Turcja    | Süper Lig     | 32    | 0      |
| 2007/08 | RC Lens            | Francja   | Ligue 1       | 38    | 0      |
| 2008/09 | RC Lens            | Francja   | Ligue 2       | 31    | 0      |
| 2009/10 | RC Lens            | Francja   | Ligue 1       | 32    | 0      |
| 2010/11 | RC Lens            | Francja   | Ligue 1       | 32    | 0      |